# Салтовское городище
Салтовское городище или Верхне-Салтовское городище — археологический памятник салтово-маяцкой культуры, расположенный возле села Верхний Салтов Волчанского района Харьковской области. Здесь теперь находится музей-заповедник «Верхний Салтов».

## История исследований
Исследование его началось в 1900 году местным учителем В. А. Бабенко, который на склоне одного из многочисленных оврагов обнаружил древнее захоронение в катакомбе.
В последующем Салтовский могильник изучали А. М. Покровский, Е. П. Трефильев, Д. И. Багалей, Н. Е. Макаренко, А. С. Федоровский, Г. И. Тесленко, С. Семенов-Зусер и В. В. Скирда. В Салтовском могильнике вскрыто не менее 500 могил.
Раскопками, проведёнными в послевоенное время, было установлено, что здесь находятся остатки древнего средневекового города, входившего в Хазарский каганат, под предположительным названием Сарада. Располагался город на правом берегу реке Северский Донец, занимая склоны и край возвышенности берега, который поднимается сейчас почти на 40 метров над уровнем Печенежского водохранилища.
Всего в 1966 году насчитывалось 40 000 катакомб, из которых 700 тогда уже были раскопаны.

## Обнаруженные объекты
Площадь города составляла 120 гектаров. В юго-восточной части городища находилась мощная крепость с каменной цитаделью. К крепости примыкал большой посад. С трех сторон городище окружали земляные валы и рвы. Склон, обращенный к реке, при строительстве города был срезан и из-за большой крутизны практически стал недоступен для противника. Укрепления сохранились частично, земляные валы во многих местах срыты.
Посредине городища под прямым углом к реке проходил глубокий ров, который делил крепость на две части — северную и южную. Северная часть крепости представляла собой цитадель: по её периметру за земляными укреплениями стояли каменные стены шириной до четырех метров. По обеим сторонам стены был каменный панцирь, выложенный из грубо обтёсанных или совсем не обработанных плит больших размеров из крупнозернистого песчаника. Внутреннее пространство панциря было заполнено землей, мелкими камнями и щебнем, а затем несколько раз залито водой и утрамбовано. В десяти метрах от юго-западного угла к стене примыкала каменная башня, а неподалёку от неё находился вход на городище.
Вокруг городища, на возвышенности и в пойме, было расположено несколько неукрепленных поселений, одно из которых находилось на склоне над селом Замуловка. Границы селищ окончательно еще не определены, но имеющиеся данные показывают, что их площадь во много раз превышала площадь самого городища. На поселениях открыто несколько типов жилищ. В основном это были полуземлянки прямоугольной формы с глинобитной лежанкой, печью-каменкой или открытым очагом из камней. Жилище углублялось в землю до полутора метров и имело стены срубной или столбовой конструкции. Площадь полуземлянок в среднем не превышала 20 квадратных метров. Пол обычно посыпался желтым речным песком. Рядом с жилищем находились наземные хозяйственные постройки и зерновые ямы. Возле северного рва городища обнаружено большое количество погребов, хозяйственных ям, обработанных камней, многие камни со следами обжига. Однако здесь не найдено ни одного жилища. Возможно, эта территория была занята наземными сооружениями легкого типа в виде юрт, которые не оставили после себя заметных следов.

## Культура, ремесла поселений
На селищах найдены фрагменты керамики, также целые сосуды, массивные рыболовные крючки, грузила от сетей, пряслица от ткацких станков, различные украшения, орудия труда, обломки жерновов и зернотерок. Это говорит о том, что местное население занималось не только рыбной ловлей и скотоводством, но и пашенным земледелием.
При раскопках поселений и могильников найдены кувшины, горшки, кружки, раннесредневековые амфоры, большие сосуды-пифосы для хранения жидкости и зерна. В основном глиняная посуда изготавливалась на гончарном круге, иногда вручную, с использованием глины с примесью мелкотолченой керамики и песка. Поверхность сосудов покрывалась различным орнаментом, чаще всего в виде горизонтально прочерченных или волнистых линий. Реже встречаются отпечатки гребенчатого штампа, а также наколы в виде полосок, треугольников и зигзагов, на донышках некоторых сосудов, сделанных на гончарном круге, встречаются клейма с изображением круга, квадрата, креста, прямоугольника, вписанного в круг, или каких-либо знаков.
Значительное место в жизни местных племен занимали украшения и предметы туалета. Многочисленны и разнообразны бусы из стекла, пасты, сердолика, горного хрусталя, коралла, слоновой кости, бронзы, раковин. При помощи специальных соединителей с двумя-тремя дырочками из бус составлялись сложные ожерелья в две или три нитки. В состав ожерелий иногда входили бронзовые бубенчики, круглые бляшки и спиралевидные бронзовые пронизи. Встречаются всевозможные бронзовые подвески самых разнообразных форм: лунницы, колесообразные, кольцевые с изображением птичьих головок, в виде фигурок лошадей, баранов, птиц.
Были найдены разнообразные браслеты. Чаще всего это простые или витые проволочные браслеты, встречаются также браслеты пластинчатые. Иногда браслеты делались из бронзовых спиралевидных пронизей или из крупных пастовых бус. Весьма распространенными у салтовцев были бронзовые или серебряные кольца и перстни с овальным, круглым или же прямоугольным щитком со вставками из сердолика, стекла, различных камней. Небезынтересно, что и женщины, и мужчины носили золотые, серебряные и бронзовые серьги. В отличие от женщин мужчины носили одну серьгу. Наиболее распространенным типом были серьги в виде овального колечка, украшенного склоненным набок шариком. В нижней части к кольцу неподвижно или шарнирно крепилась каплевидная подвеска.
Среди древнесалтовского населения были металлурги-ремесленники, занимавшиеся добычей и обработкой металлов. Об этом свидетельствуют находки. Неподалёку от селища, расположенного возле села Старый Салтов, были обнаружены остатки сыродутного горна для получения железа. Он был вылеплен из глины с большой примесью песка и установлен в неглубокой прямоугольной яме с закругленными углами. Высота горна от основания, имевшего в плане овальную форму, до верхнего края не превышала 90 сантиметров. На высоте 20 сантиметров от нижнего основания в его стенках находились два небольших отверстия для глиняных сопел, через которые нагнетался сырой воздух (отсюда и название — сыродутный горн, сыродутный способ получения железа). Внутри горна, где при нагнетании воздуха создавалась высокая температура — до 1300—1400 градусов,— происходило восстановление содержащейся в руде окиси железа в зерна металлического железа. Эти зерна оседали на дно горна, образуя слиток-крицу. Извлеченную из горна крицу несколько раз проковывали для того, чтобы уплотнить металл и удалить шлаки, а затем из неё рубили заготовки для получения необходимого предмета. Аналогичные сыродутные горны были найдены также на салтовских селищах близ Волчанска и возле поселка Новая Покровка Чугуевского района.

## Захоронения
На территории распространения памятников салтово-маяцкой культуры известны четыре типа могильников: катакомбные, ямные (бескурганные), подкурганные ямные (подбойные), а также могильники с обрядом кремации. Каждая катакомба состоит из узкой входной ямы в виде длинной траншеи — дромоса шириной до 50—60 сантиметров с покатым дном. Длина дромосов самая различная, чем он длиннее, тем глубже и богаче погребение. В грунт дромосы врезались вверх по склону, поэтому, несмотря на почти горизонтальное или слабо наклонное дно, один его конец был сильно углублен в глину. Глубина траншеи соответственно увеличивалась при увеличении её длины. Если же склон холма был недостаточно крутым, то дно входной ямы углубляли ступеньками. В передней стенке дромоса, чаще всего на глубине от двух до пяти метров от поверхности земли, делался в виде полукруглой арки небольшой вход в могильную камеру (катакомбу). Вход перекрывался массивными дубовыми плахами или грубо обработанными каменными глыбами из крупнозернистого песчаника; в некоторых случаях вход плотно засыпался материковой глиной. Вход в камеру одной из катакомб Верхнесалтовского могильника был закрыт поставом — нижним камнем жернова.
Дромос вел в могильную камеру четырехугольной, круглой или овальной формы; свод был чаще всего купольный, реже — цилиндрический. В среднем длина и ширина камеры не превышают двух метров. Однако иногда встречаются камеры больших размеров. Высота катакомбы достигает 1,3—1,7 метра. Такие катакомбные усыпальницы представляли собой своеобразные семейные склепы. На плоском, хорошо заглаженном полу камеры хоронили от одного до пяти покойников. После совершения последнего захоронения её закладывали плахами, дромос утрамбовывали землей, перемешанной с глиной. Богатые камеры и вход тщательно забивали материковой глиной, чтобы затруднить доступ в усыпальницу недругам, осквернявшим могилы.
Воинов хоронили с оружием и кожаными поясами, украшенными серебряными, бронзовыми и позолоченными бляхами, свидетельствовавшими о воинском достоинстве погребенных. С левой стороны пояса на специальных скобах подвешивалась сабля, которая носилась в ножнах из дерева и кожи, окованных бронзовыми или серебряными деталями. В погребениях воинов встречаются также наконечники кистеня, боевые топорики, черешковые наконечники стрел, кинжалы, наконечники копий и другие предметы. Считалось, что воины-дружинники в загробной жизни должны иметь боевых коней. Поэтому рядом с дромосом выкапывалась специальная узкая и длинная яма для захоронения коня. Стенки конской могилы книзу зауживались на конус. При захоронении лошадь опускали в яму ногами вниз и её тело заклинивалось в вертикальном положении. Создавалось впечатление, будто лошадь стоит с опущенной вниз головой у своей коновязи, готовая в любую минуту прийти на помощь своему хозяину.
В богатых захоронениях ремни сбруи роскошно украшались серебряными и позолоченными бляшками. Для конских уборов весьма характерны так называемые начельники — большие бронзовые налобные бляхи с трубочкой для султанчика в центре. При раскопках салтовских погребений обычно находят множество разнообразных вещей, которые либо украшали тело, одежду и обувь, либо клались вместе с покойником в могилу как якобы необходимые в потусторонней жизни — орудия производства, глиняная и деревянная посуда, оружие, предметы туалета. В одной из Верхнесалтовских катакомб были найдены обрывки шерстяной ткани тёмно-коричневого цвета. Ткань была украшена мелкими штампованными бубенчиками и расшита цветными бусами.
Весьма частым атрибутом салтовских погребений являются наборы различных предметов туалета. В такие наборы входят туалетные коробочки для румян, волосяные кисточки с бронзовой рукоятью, бронзовые фигурные скальпелеобразные ножички, копоушки, ногтечистки, пилочки, туалетные щипчики и другие предметы. Туалетные наборы соединялись тонкими цепочками и крепились к поясу. Почти во всех женских захоронениях были найдены круглые зеркала, сделанные из оловянистой бронзы. Лицевая сторона зеркал обычно отполирована до блеска, а противоположная — украшена орнаментом в виде кругов из точек, волнистых линий, зигзагов, звездочек, треугольничков. Зеркала также носились на кожаных ремешках у пояса или же на груди в специально изготовленных кожаных футлярчиках. В некоторых катакомбах зеркала лежали отдельно от погребенных и были преднамеренно разбиты на несколько частей. Это связано с весьма распространенным у некоторых племен обычаем портить погребальный реквизит. Иногда в салтовских захоронениях встречаются погребенные с согнутыми ногами и в сидячем положении. Это пережитки старых сарматских традиций.
Захоронения датируются второй половиной VIII — первой половины IX века.

## Палеогенетика
У представителей салтово-маяцкой культуры из катакомбных некрополей Дмитриевский и Верхнесалтовский-IV была обнаружена Y-хромосомная гаплогруппа G2 и митохондриальная гаплогруппа I.